# Margaret Powell
Margaret Powell, född 1907, död 1984, var en engelsk författare. Hennes bok om sina upplevelser som hushållsarbetare, Below Stairs, blev en storsäljare, och ledde senare till TV-serier som Herrskap och tjänstefolk ("Upstairs, Downstairs") och Beryl's Lot, samt inspirationerna till Downton Abbey.

## Författarskap
Margaret Powell publicerade 1968 Below Stairs. Den sålde 14 000 exemplar under första åren, och fler självbiografier följde. Hon skrev också romaner. Hon blev populär gäst i TV:s pratprogram.
Margaret Powell dog i cancer i april 1984, 76 år gammal, och efterlämnade ett arv på 77 000 brittiska pund.